# Vanellus macropterus
La avefría javanesa (Vanellus macropterus) es una especie de ave caradriforme de la familia Charadriidae endémica de Java, y posiblemente también de Sumatra y Timor.
Probablemente esta gran ave zancuda, que habitaba en las marismas y los deltas de los ríos, se haya extinguido. Fue avistada por última vez en 1940, y como es una especie llamativa con pocas probabilidades de pasar desapercibida no había esperanzas de que sobreviviera. Sin embargo, tras un registro no confirmado en 2002, la anterior clasificación de «en peligro crítico (posiblemente extinto)» fue revocada, en espera de la evaluación resultante del último censo de 2005/2006.

## Descripción
La avefría javanesa mide entre 27-29 cm de longitud corporal y se caracteriza por tener unas patas larguísimas amarillas o anaranjadas y carúnculas colgantes en la base del pico, que pueden ser amarillas o blancas. Su plumaje es principalmente pardo oscuro, con la cabeza, vientre y plumas de vuelo negras. La parte superior de su cola y la zona perianal son blancas.